# Ohio (Lied)
Ohio ist ein Protestsong und eine Hymne der Gegenkultur, geschrieben und komponiert von Neil Young als Reaktion auf das Kent-State-Massaker am 4. Mai 1970.
Er wurde von Crosby, Stills, Nash & Young eingespielt. Der Song wurde als Single veröffentlicht, begleitet von Find the Cost of Freedom von Stephen Stills und erreichte Platz 14 der US Billboard Hot 100 und Platz 16 in Kanada. Obwohl Live-Versionen von Ohio und Find the Cost of Freedom auf dem 1971 erschienenen Doppelalbum 4 Way Street enthalten sind, erschien die Studio-Version beider Songs erst 1974 auf der Kompilation So Far auf einem Album. Der Song erschien auch 1977 auf dem Neil-Young-Kompilationsalbum Decade und 2004 auf Greatest Hits.
Der Song erschien auch auf Neil Youngs Album Live at Massey Hall, das er 1971 aufgenommen hat, das aber bis 2007 unveröffentlicht blieb.

## Aufnahme
Young schrieb den Text zu Ohio, nachdem er die Fotos des Vorfalls im Life Magazine gesehen hatte. Am Abend des 21. Mai 1970 kam die Gruppe im Record Plant Studios in Los Angeles zusammen. Der Song war bereits geprobt worden, und das Quartett – mit der neuen Rhythmusgruppe aus Calvin Samuels und Johnny Barbata – nahm ihn in wenigen Takes live auf. Während derselben Session nahmen sie auch die B-Seite der Single auf, Stephen Stills’ Ode an die Toten des Krieges, Find the Cost of Freedom.
Die Platte wurde unter Beteiligung der vier Hauptakteure gemastert, von Atlantic zügig veröffentlicht und mit nur wenigen Wochen Verspätung im Radio gespielt, obwohl der Hit Teach Your Children der Gruppe zu dieser Zeit bereits in den Charts war. In den Liner Notes für die Decade-Retrospektive bezeichnete Young den Vorfall an der Kent State University als „wahrscheinlich die größte Lektion, die jemals an einer amerikanischen Bildungseinrichtung erteilt wurde“ und berichtete, dass „David Crosby weinte, als wir diese Aufnahme beendeten“. In der Ausblendung ist Crosbys wehklagende Stimme mit den Worten „Four!“ und „How many more?“ zu hören.